# Неравенство
Нера́венство в математике — бинарное отношение, связывающее два числа (или два иных математических объекта) с помощью одного из перечисленных ниже знаков.

Область допустимых решений («feasible region») в задачах линейного программирования

Строгие неравенства
- {\displaystyle a<b} — означает, что {\displaystyle a} меньше, чем {\displaystyle b.}
- {\displaystyle a>b} — означает, что {\displaystyle a} больше, чем {\displaystyle b.}

Неравенства {\displaystyle a>b} и {\displaystyle b<a} равносильны. Говорят, что знаки {\displaystyle >} и {\displaystyle <} противоположны; например, выражение «знак неравенства сменился на противоположный» означает, что {\displaystyle <} заменено на {\displaystyle >} или наоборот.
Нестрогие неравенства
- {\displaystyle a\leqslant b} — означает, что {\displaystyle a} меньше или равно {\displaystyle b.}
- {\displaystyle a\geqslant b} — означает, что {\displaystyle a} больше или равно {\displaystyle b.}

Русскоязычная традиция начертания знаков ⩽ и ⩾ соответствует международному стандарту ISO 80000-2. За рубежом иногда используются знаки ≤ и ≥ или ≦ и ≧. Про знаки {\displaystyle \geqslant } и {\displaystyle \leqslant } также говорят, что они противоположны.
Другие типы неравенств
- {\displaystyle a\neq b} — означает, что {\displaystyle a} не равно {\displaystyle b}.
- {\displaystyle a\gg b} — означает, что величина {\displaystyle a} намного больше, чем {\displaystyle b.}
- {\displaystyle a\ll b} — означает, что величина {\displaystyle a} намного меньше, чем {\displaystyle b.}

В элементарной математике изучают числовые неравенства (рациональные, иррациональные, тригонометрические, логарифмические, показательные). В общей алгебре, анализе, геометрии рассматриваются неравенства также и между объектами нечисловой природы.

## Связанные определения
Неравенства с одинаковыми знаками называются одноимёнными (иногда используется термин «одного смысла» или «одинакового смысла»).

Допускается двойное или даже многократное неравенство, объединяющее несколько неравенств в одно. Пример:
{\displaystyle a<b<c} — это краткая запись пары неравенств: {\displaystyle a<b} и {\displaystyle b<c.}

## Числовые неравенства
Числовые неравенства содержат вещественные числа (для комплексных чисел сравнение на больше-меньше не определено) и могут содержать также символы неизвестных {\displaystyle (x,y,\dots ).} Числовые неравенства, содержащие неизвестные величины, подразделяются (аналогично уравнениям) на алгебраические и трансцендентные. Алгебраические неравенства, в свою очередь, подразделяются на неравенства первой степени, второй степени и так далее. Например, неравенство {\displaystyle 18x<414} — алгебраическое первой степени, неравенство {\displaystyle 2x^{3}-7x+6>0} — алгебраическое третьей степени, неравенство {\displaystyle 2^{x}>x+4} — трансцендентное.

### Свойства
Свойства числовых неравенств в некоторых отношениях близки к свойствам уравнений:
- К обеим частям неравенства можно прибавить одно и то же число.
- От обеих частей неравенства можно отнять одно и то же число. Следствие: как и для уравнений, любой член неравенства можно перенести в другую часть с противоположным знаком. Например, из {\displaystyle a+b<c} следует, что {\displaystyle a<c-b.}
- Обе части неравенства можно умножить на одно и то же положительное число.
- Одноимённые неравенства можно складывать: если, например, {\displaystyle a<b} и {\displaystyle c<d,} то {\displaystyle a+c<b+d.} Неравенства с противоположными знаками можно аналогично почленно вычитать.
- Если все четыре части двух неравенств положительны, то неравенства можно перемножить.
- Если обе части неравенства положительны, то их можно возвести в одну и ту же (натуральную) степень, а также логарифмировать с любым основанием (если основание логарифма меньше 1, то знак неравенства надо изменить на противоположный).

Другие свойства:
- Транзитивность: если {\displaystyle a<b} и {\displaystyle b<c,} то {\displaystyle a<c} и аналогично для прочих знаков.
- Если обе части неравенства умножить или разделить на одно и то же отрицательное число, то знак неравенства изменится на противоположный: больше на меньше, больше или равно на меньше или равно и т. д.

### Решение неравенств
Пусть даны функции {\displaystyle f\left(x\right)} и {\displaystyle g\left(x\right)}. Если требуется найти все числа {\displaystyle \alpha } из области, являющейся пересечением областей существования этих функций, для каждого из которых выполняется неравенство {\displaystyle f\left(\alpha \right)>g\left(\alpha \right)}, то говорят, что требуется решить неравенство 

Если неравенство содержит символы неизвестных, то решение его означает выяснение вопроса, при каких значениях неизвестных неравенство выполняется. Примеры:
{\displaystyle x^{2}<4} выполняется при {\displaystyle -2<x<2.}
{\displaystyle x^{2}>4} выполняется, если {\displaystyle x>2} или {\displaystyle x<-2.}
{\displaystyle x^{2}<-4} не выполняется никогда (решений нет).
{\displaystyle x^{2}>-4} выполняется при всех {\displaystyle x} (тождество).
Внимание: если возвести в чётную степень неравенство, содержащее неизвестные, могут появиться «лишние» решения. Пример: если неравенство {\displaystyle x>3} возвести в квадрат: {\displaystyle x^{2}>9,} то появится ошибочное решение {\displaystyle x<-3,} не удовлетворяющее исходному неравенству. 
Проверить все полученные таким образом решения подстановкой в исходное неравенство бывает затруднительно (как правило, это бесконечные множества чисел), поэтому неравенства обычно решают равносильными преобразованиями, а не переходами к неравенству-следствию.

#### Неравенства первой степени
Неравенство первой степени имеет общий формат: {\displaystyle ax>b} или {\displaystyle ax<b,} где {\displaystyle a\neq 0} (работа со знаками {\displaystyle \geqslant } и {\displaystyle \leqslant } аналогична). Чтобы его решить, разделите неравенство на {\displaystyle a} и, если {\displaystyle a<0,} измените знак неравенства на противоположный. Пример:
{\displaystyle 5x-11>8x+1.} Приведём подобные члены: {\displaystyle -3x>12,} или {\displaystyle x<-4.}

#### Системы неравенств первой степени
Если одно и то же неизвестное входит более чем в одно неравенство, надо решить каждое неравенство в отдельности и затем сопоставить эти решения, которые должны выполняться все вместе.
Пример 1. Из системы {\displaystyle {\begin{cases}4x-3>5x-5\\2x+4<8x\end{cases}}} получаем два решения: для первого неравенства {\displaystyle x<2,} для второго: {\displaystyle x>{2 \over 3}.} Соединяя их, получаем ответ: {\displaystyle {2 \over 3}<x<2.}
Пример 2. {\displaystyle {\begin{cases}2x-3>3x-5\\2x+4>8x\end{cases}}} Решения: {\displaystyle x<2} и {\displaystyle x<{2 \over 3}.} Второе решение поглощает первое, так что ответ: {\displaystyle x<{2 \over 3}.}
Пример 3. {\displaystyle {\begin{cases}2x-3<3x-5\\2x+4>8x\end{cases}}} Решения: {\displaystyle x>2} и {\displaystyle x<{2 \over 3},} они несовместимы, поэтому исходная система не имеет решений.

#### Неравенства второй степени
Общий вид неравенства второй степени (называемого также квадратным неравенством):
{\displaystyle x^{2}+px+q>0} или {\displaystyle x^{2}+px+q<0.}
Если квадратное уравнение {\displaystyle x^{2}+px+q=0} имеет вещественные корни {\displaystyle x_{1},x_{2},} то неравенство можно привести к виду соответственно:
{\displaystyle (x-x_{1})(x-x_{2})>0} или {\displaystyle (x-x_{1})(x-x_{2})<0.}
В первом случае {\displaystyle x-x_{1}} и {\displaystyle x-x_{2}} должны иметь одинаковые знаки, во втором — разные. Для окончательного ответа надо применить следующее простое правило.
| Квадратный трёхчлен {\displaystyle x^{2}+px+q} с разными вещественными корнями отрицателен в интервале между корнями и положителен вне этого интервала. |

Если оказалось, что у уравнения {\displaystyle x^{2}+px+q=0} вещественных корней нет, то его левая часть сохраняет один и тот же знак при всех {\displaystyle x.} Поэтому исходное неравенство второй степени либо является тождеством, либо не имеет решений (см. ниже примеры).
Пример 1. {\displaystyle -2x^{2}+14x-20>0.} Разделив на {\displaystyle -2,} приведём неравенство к виду: {\displaystyle x^{2}-7x+10<0.} Решив квадратное уравнение {\displaystyle x^{2}-7x+10=0,} получаем корни {\displaystyle x_{1}=2;x_{2}=5,} поэтому исходное неравенство равносильно такому: {\displaystyle (x-2)(x-5)<0.} Согласно приведенному выше правилу, {\displaystyle 2<x<5,} что и является ответом.
Пример 2. {\displaystyle -2x^{2}+14x-20<0.} Аналогично получаем, что {\displaystyle x-2} и {\displaystyle x-5} имеют одинаковые знаки, то есть, согласно правилу, {\displaystyle x<2,} или {\displaystyle x>5.}
Пример 3. {\displaystyle x^{2}+6x+15>0.} Уравнение {\displaystyle x^{2}+6x+15=0} не имеет вещественных корней, поэтому левая часть его сохраняет знак при всех {\displaystyle x.} При {\displaystyle x=0} левая часть положительна, поэтому исходное неравенство есть тождество (верно при всех {\displaystyle x}).
Пример 4. {\displaystyle x^{2}+6x+15<0.} Как и в предыдущем примере, здесь левая часть всегда положительна, поэтому неравенство не имеет решений.
Аналогично, разложением на множители, можно решать неравенства высших степеней. Другой способ — построить график левой части и определить, какие знаки она имеет в различных интервалах.

### Прочие неравенства
Существуют также дробно-рациональные, иррациональные, логарифмические и тригонометрические неравенства.

## Некоторые известные неравенства
Ниже приведены практически полезные неравенства, тождественно выполняющиеся, если неизвестные попадают в указанные границы.
- {\displaystyle a+{1 \over a}\geqslant 2,} где {\displaystyle a>0.} Равенство имеет место только при {\displaystyle a=1.}
- {\displaystyle {\sqrt {ab}}\leqslant {a+b \over 2},} где {\displaystyle a,b>0.} Смысл: среднее геометрическое двух чисел не превосходит их среднее арифметическое. Равенство имеет место только при {\displaystyle a=b.}
- Неравенство о средних
- Неравенство Бернулли:

{\displaystyle (1+x)^{n}\geqslant 1+nx,} где {\displaystyle x>-1,n} — положительное число, большее 1
- Неравенство Коши — Буняковского.
- Неравенство Йенсена
- Неравенство треугольника:

{\displaystyle |a+b|\leqslant |a|+|b|}
См. следствия этого неравенства в статье Абсолютная величина.

## Знаки неравенства в языках программирования
Символ «не равно» в разных языках программирования записывается по-разному.
| Символ | Языки                                                             |
| ------ | ----------------------------------------------------------------- |
| !=     | C, C++, C#, Java, JavaScript, Perl, PHP, Python, Wolfram Language |
| <>     | Basic, Pascal, 1С                                                 |
| ~=     | Lua                                                               |
| /=     | Haskell, Fortran, Ada                                             |
| #      | Modula-2, Oberon                                                  |

## Коды знаков неравенств
| Символ | Изображение                | Юникод | Юникод                           | Русское название | HTML              | HTML       | HTML      | LaTeX           |
| Символ | Изображение                | Код    | Название                         | Русское название | Шестнадцатеричное | Десятичное | Мнемоника | LaTeX           |
| ------ | -------------------------- | ------ | -------------------------------- | ---------------- | ----------------- | ---------- | --------- | --------------- |
| <      | {\displaystyle <}          | U+003C | Less-than sign                   | Меньше           | &#x3C;            | &#60;      | &lt;      | <, \textless    |
| >      | {\displaystyle >}          | U+003E | Greater-than sign                | Больше           | &#x3E;            | &#62;      | &gt;      | >, \textgreater |
| ⩽      | {\displaystyle \leqslant } | U+2A7D | Less-than or slanted equal to    | Меньше или равно | &#x2A7D;          | &#10877;   | нет       | \leqslant       |
| ⩾      | {\displaystyle \geqslant } | U+2A7E | Greater-than or slanted equal to | Больше или равно | &#x2A7E;          | &#10878;   | нет       | \geqslant       |
| ≤      | {\displaystyle \leq }      | U+2264 | Less-than or equal to            | Меньше или равно | &#x2264;          | &#8804;    | &le;      | \le, \leq       |
| ≥      | {\displaystyle \geq }      | U+2265 | Greater-than or equal to         | Больше или равно | &#x2265;          | &#8805;    | &ge;      | \ge, \geq       |
| ≪      | {\displaystyle \ll }       | U+226A | Much less-than                   | Много меньше     | &#x226A;          | &#8810;    | нет       | \ll             |
| ≫      | {\displaystyle \gg }       | U+226B | Much greater-than                | Много больше     | &#x226B;          | &#8811;    | нет       | \gg             |